# 顶效街道
顶效街道，原为顶效镇，是中华人民共和国贵州省黔西南布依族苗族自治州兴义市下辖的一个乡镇级行政单位。2019年7月11日，撤镇设街道。

## 行政区划
顶效镇下辖以下地区：
顶效社区、木陇社区、马别社区、合心社区、绿荫村、绿化村、查白村和楼纳村。